# Počítačová myš

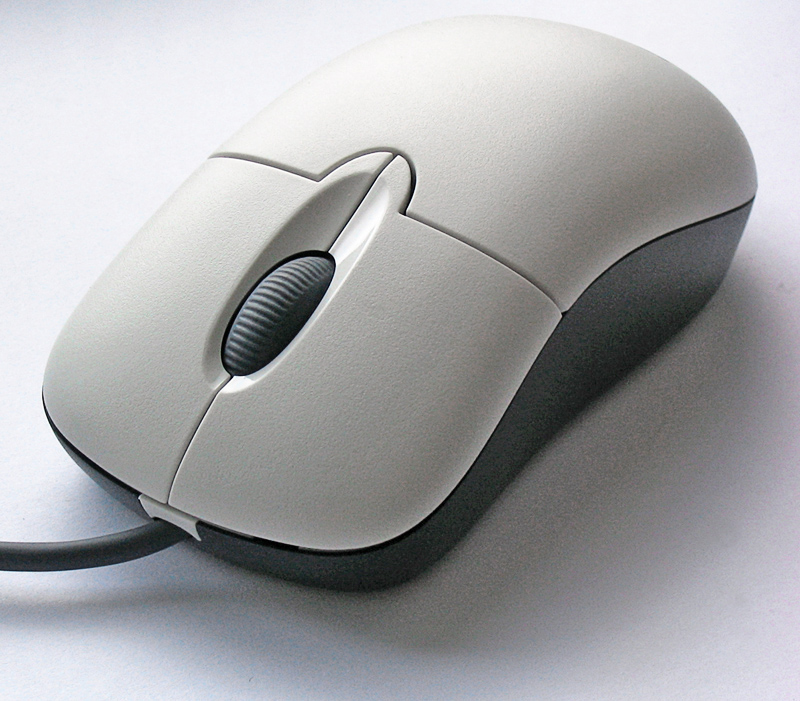
Klasická počítačová myš (s kolečkem)

Počítačová myš je v informatice typ vstupního zařízení u počítače, které zjednodušuje ovládání grafického uživatelského rozhraní. Jedná se o malé polohovací zařízení, které snímá pohyb ruky po ploše (např. desce stolu) a počítač jej následně převádí na pohyb kurzoru po monitoru (displeji). Na počítačové myši se nachází jedno nebo více tlačítek sloužících ke klikání a může obsahovat jedno nebo více koleček používaných pro scrollování, zoomování nebo pohyb v dokumentu. Na spodní straně myši je umístěn snímač pohybu, který je buď mechanický, optický nebo laserový.

## Historie

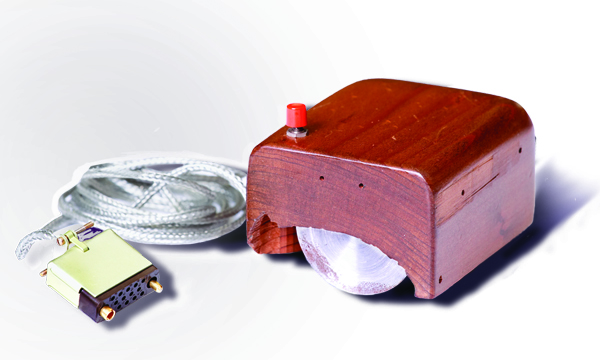
Engelbartova myš

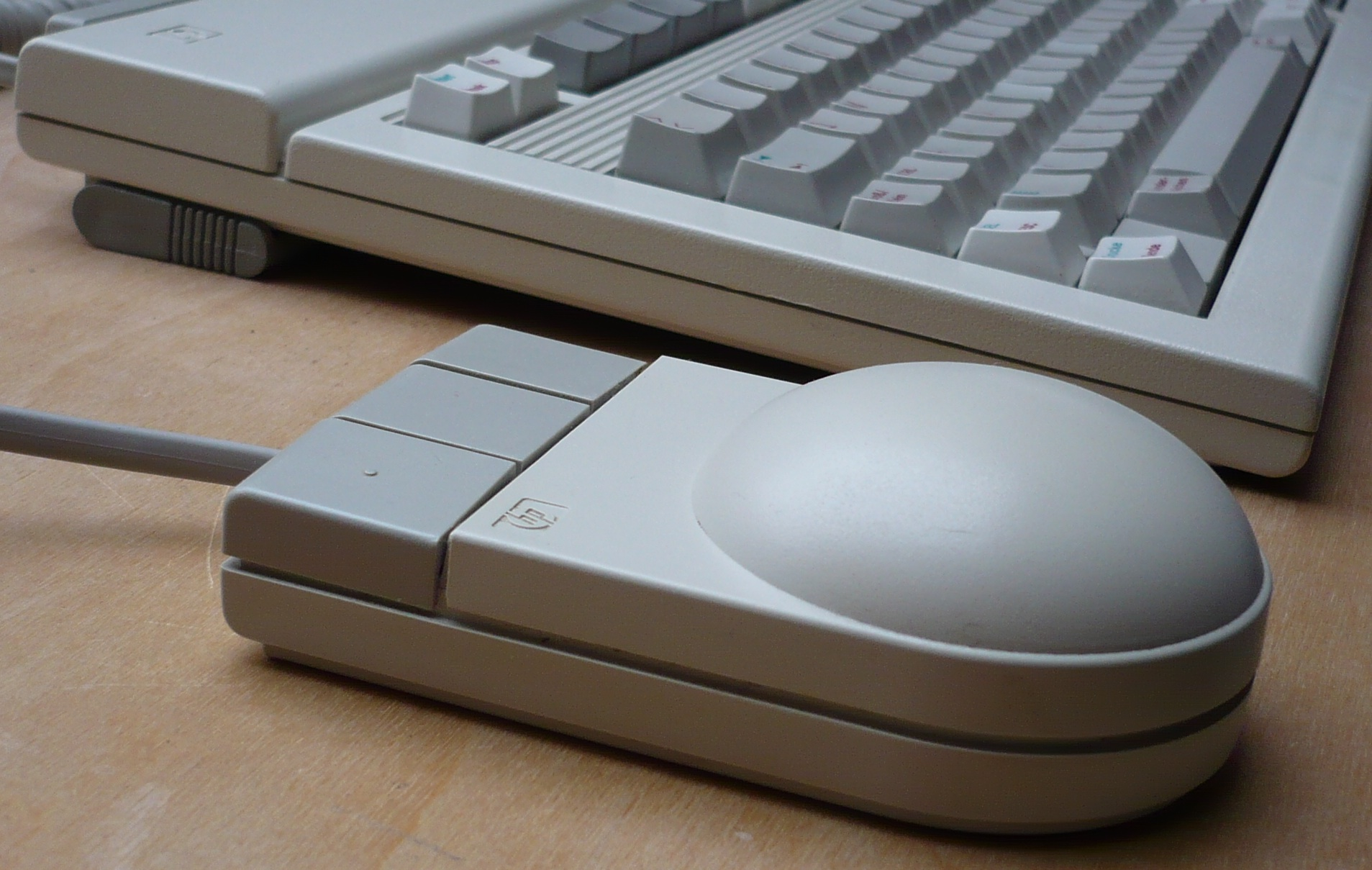
HP-HIL Mouse z roku 1984

Myš vynalezl Douglas Engelbart ve Stanfordském výzkumném institutu (SRI International) v roce 1963. V roce 1964 mu ji postavil William English v Engelbartově ARC centru (Augmentation Research Center) a kvůli kabelu, který z ní vycházel, ji pokřtil na „myš“. Veřejnosti ji však představil až 9. prosince 1968 na prezentaci označovanou jako The Mother of All Demos (matka všech ukázek). Engelbart na ni získal 17. listopadu 1970 patent US3541541 („Indikátor pozice X-Y pro zobrazovací systém“,  X-Y Position Indicator For A Display System).
Engelbart nikdy za vynález myši nezískal odměnu, protože patent náležel jeho zaměstnavateli (SRI International, Stanfordova univerzita). Myši používala pro snímání pohybu dvě na sebe kolmá kolečka, což nebylo příliš přesné ani pohodlné.
V roce 1968 německá firma Telefunken vyrobila myš s gumovou kuličkou a poskytovala ji ke svému terminálu SIG-100 společně se světelným perem. Byla založena na zařízení typu trackball, které sloužilo pro obsluhu radiolokátoru. Firma nepovažovala svoji myš za významný objev, a proto si ji nepatentovala (v té době se předpokládalo, že budoucností je světelné pero z roku 1955).
V roce 1973 byl jako první prodáván s myší počítač Xerox Alto, kde myš sloužila k ovládání grafického uživatelského prostředí WIMP. V roce 1981 byl jako první osobní počítač s myší prodáván Xerox Star. V roce 1982 byl nejznámější počítač prodávaný s myší Xerox 8010 a firma Logitech představila svoji první P4 mouse. V roce 1983 byl s myší prodáván počítač Sun-1 a proslýchalo se, že s myší bude prodáván počítač Apple Lisa, ale myš zůstala skryta (nepředstavena). Jedinou tehdy komerčně dostupnou myš prodával Jack Hawley za 415 dolarů. Ve stejném roce se firma Microsoft rozhodla adaptovat svůj program Microsoft Word pro ovládání myší a uvedla k němu na trh svoji PC kompatibilní myš (což byl i počátek divize výroby hardware v Microsoftu). V roce 1983 také Apple uvedl svůj počítač Lisa Mouse (s myší). Myš však nebyla všeobecně známa až do roku 1984, kdy byl uveden na trh počítač Macintosh 128K s myší od Apple a v roce 1985 počítače Amiga 1000 a Atari ST. 
Patent na myš s kuličkou, jejíž pohyb snímala čtyři kolečka, byl udělen v roce 1974, snímání dvojicí osiček s jednou přítlačnou kladkou bylo patentováno v roce 1976. Okolo roku 1980 vynalezl Steve Kirsch myš s optickým snímáním pozice pomocí světla vyzařovaného dvojicí svítivých LED diod. První myši s optickým snímáním potřebovaly speciální kovovou podložku s natištěnou mřížkou.
První myši byly hranaté a nepohodlné. Ty novější jsou ergonomicky tvarovány pro pohodlné držení, ale ani to není dostatečná obrana před nemocemi, které při nadměrném používání myši hrozí (viz RSI, např. zánět šlach tenditida či tendosynovitida). Jako prevence proti těmto zdravotním rizikům nabízejí někteří výrobci i myši s odlišným designem, označovány bývají jako ergonomické nebo vertikální myši.

## Typy počítačových myší

### Mechanická a optomechanická myš

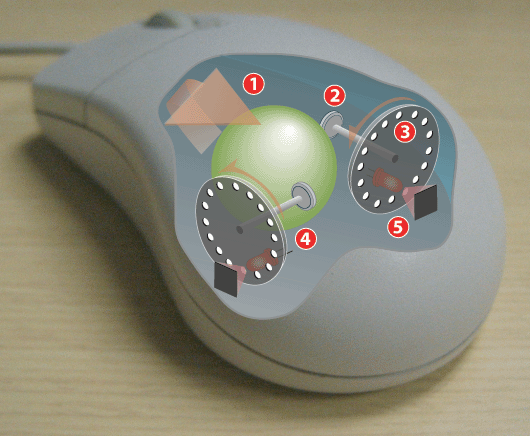
Mechanismus optomechanické myši:
1: Rotace kuličky
2: Přenos na osy X a Y
3: Zdroj infračerveného světla (LED)
4: Světlo prochází otvory v otáčející se cloně
5: Senzory přijímají pulzy světla za clonou.

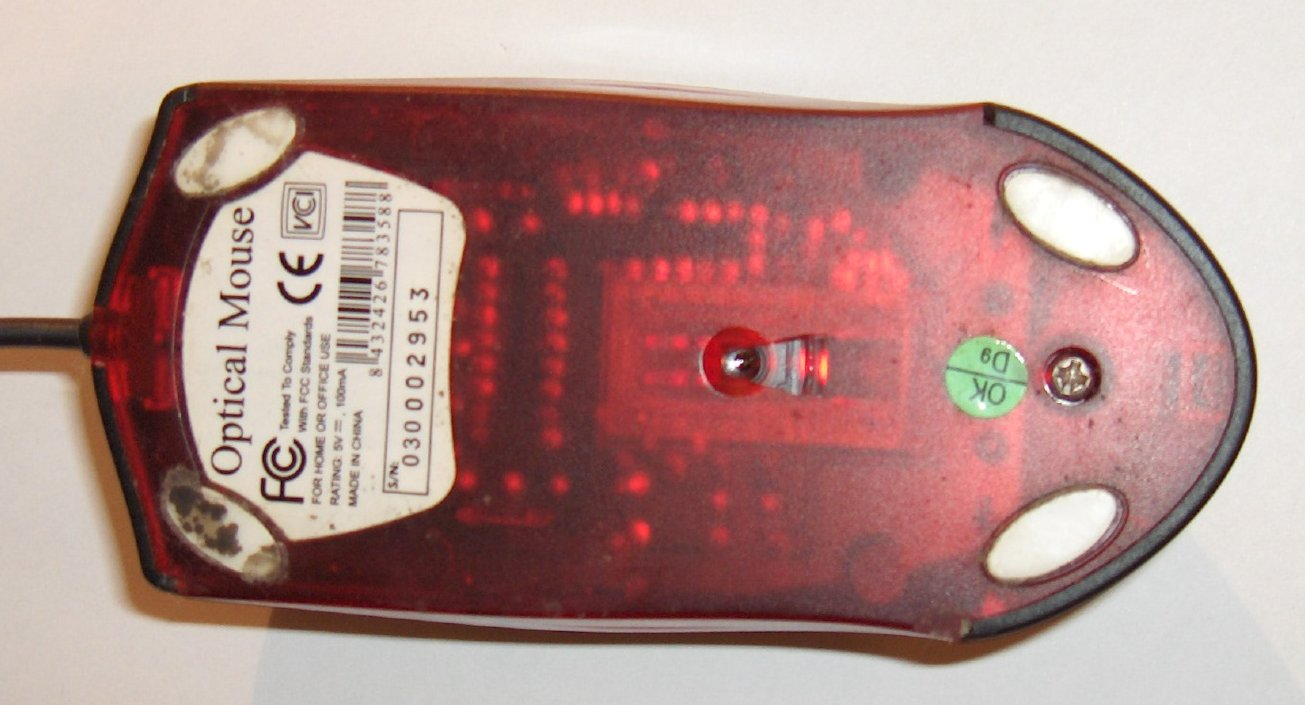
Spodní strana optické myši

Nepraktická kolečka původní Engelbartovy myši byla nahrazena kuličkou, která umožnila snadný pohyb myši v jakémkoliv směru. Pohyb kuličky snímají dvě navzájem kolmé hřídele, kterých se kuličky dotýkají. Z počátku se vyráběly čistě mechanické myši využívající kuličku, která otáčela kolečky, která měla po obvodu kontakty. Mechanické snímání pohybu bylo brzy nahrazeno bezkontaktním řešením založeným na optickém snímání, které je mnohem přesnější a spolehlivější. 
Kulička optomechanické myši obě hřídele při svém pohybu roztáčí a přenáší pohyb na otočnou clonku ve tvaru kruhu s výřezy. Na každé hřídeli je po jedné clonce. Světlo z LED prosvěcuje clonku a přerušovaný paprsek je snímán optoelektronickým čidlem, které jej mění na elektrické impulzy. Směr otáčení je rozpoznán pomocí Grayova kódu: myš totiž obsahuje na každé clonce dva snímače, přičemž ty jsou umístěny tak, aby jejich pulzy byly úhlově posunuty. V jeden okamžik může být osvětlen jeden, oba, nebo žádný snímač. Impulzy z pohybu myši pak tvoří dva a dva sledy bitů, které jsou přenášeny do počítače. Ovladač myši v počítači signály dekóduje a převádí je na pohyb kurzoru na obrazovce monitoru (v osách X a Y). Rekonstruuje tak rychlost i směr pohybu myši.
Zdokonalené počítačové myši s kuličkou pocházely ze švýcarského technologického institutu (École polytechnique fédérale de Lausanne, EPFL) z inspirace profesora Jean-Daniel Nicouda a vytvořil je inženýr a hodinář André Guignard. Nový design zahrnoval jednu kuličku z hrubé gumy a tři tlačítka. Prostřední tlačítko bylo nahrazeno rolovacím kolečkem po roce 1990.

### Optická myš
Optická myš využívá LED jako zdroj světla, které je snímáno fotodiodami nebo dokonalejším optickým snímačem (CCD či CMOS prvek s maticí o velikosti několik desítek bodů). Masivně se rozšířily po roce 2000. První optické myši využívaly pro snímání pohybu speciálně potištěný podklad (podložku pod myš). Po roce 2004 se začaly rozšiřovat přesnější laserové myši.

## Způsoby připojení k počítači

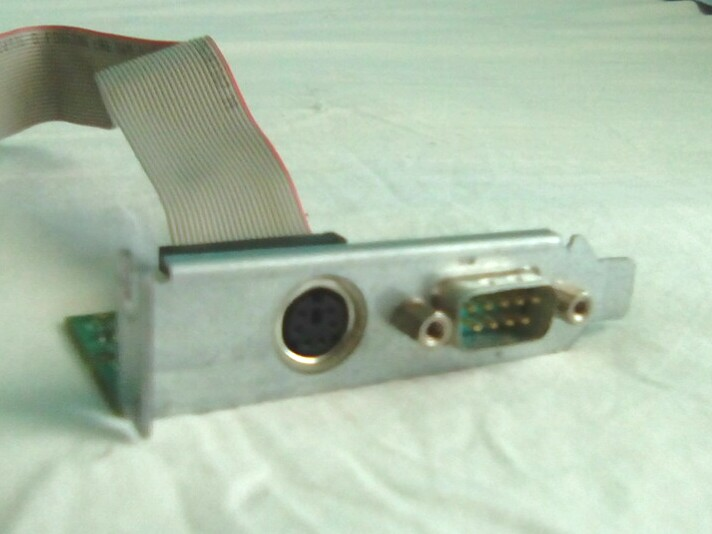
Starší konektory PS/2 a sériový port

Zpočátku se myš k počítači připojovala pomocí sériového portu (RS-232), u počítačů firmy Apple pomocí linky ADB. Kolem roku 2000 se prosadil konektor PS/2 a posléze USB. Některé myši jsou označovány jako combo, což znamená, že se mohou pomocí jednoduché redukce připojit do zásuvky USB i PS/2 (viz obrázek vpravo). Pro bezdrátové myši se využívá infračervené záření (IrDA) nebo rádiové vlny (obvykle na 2,4 GHz jako Wi-Fi, tj. Bluetooth, ale často proprietární protokol, který vyžaduje speciální přijímač). Vysílač/přijímač bezdrátové myši může být připojen k počítači pomocí sériového rozhraní PS/2 nebo USB.

## Alternativní zařízení
U počítačů nebo přenosných zařízení jsou používány tyto náhrady za myš:
- Tablet – podložka citlivá na dotyk (někdy i přítlak), na kterou se „píše“ perem
- Trackball – koule (větší kulička) vyčnívá nad povrch a pohybuje se s ní prsty nebo dlaní
- Trackpoint – malá tyčinka uprostřed klávesnice, která naklánění přenáší na pohyb kurzoru
- Touchpad – destička měřící elektrickou kapacitu, kterou ovlivňuje posunování prstu.

## Rychlost
| Čas        | CPS      |
| ---------- | -------- |
| 1 sekunda  | 16 CPS   |
| 5 sekund   | 15.4 CPS |
| 10 sekund  | 14.2 CPS |
| 60 sekund  | 9.7 CPS  |
| 100 sekund | 8.2 CPS  |

Existují soutěže v rychlosti klikání na myší, kde je měřen počet kliků za sekundu (anglicky click per second, CPS). Rychlost klikání je měřena za 1, 5, 10, 60, 100 sekund, někdy i více.